# أرتو لاتي
أرتو لاتي (بالفنلندية: Arto Lahti)‏ هو سياسي فنلندي، ولد في 3 مايو 1949.